# Samujły
Samujłye  (biał. Самуйлы; ros. Самуйлы) – wieś na Białorusi, w obwodzie witebskim, w rejonie miorskim, w sielsowiecie Ciecierki.

## Historia
W czasach zaborów wieś w gminie Woropajewszczyzna w powiecie dzisieńskim, w guberni wileńskiej Imperium Rosyjskiego. Pod koniec XIX wieku należała do dóbr Ikaźń, własność Romerów.
W latach 1921–1945 wieś leżała w Polsce, w województwie wileńskim, w powiecie dziśnieńskim, od 1926 roku w powiecie brasławskim, w gminie Przebrodzie.
Według Powszechnego Spisu Ludności z 1921 roku zamieszkiwało tu 118 osób, 65 było wyznania rzymskokatolickiego, 17 prawosławnego a 36 staroobrzędowego. Jednocześnie 17 mieszkańców zadeklarowało polską, 101 białoruską przynależność narodową. Było tu 18 budynków mieszkalnych. W 1931 w 16 domach zamieszkiwało 129 osób.
Wierni należeli do parafii rzymskokatolickiej i prawosławnej w Ikaźni. Miejscowość podlegała pod Sąd Grodzki w Brasławiu i Okręgowy w Wilnie; właściwy urząd pocztowy mieścił się w Przebrodziu.
W wyniku napaści ZSRR na Polskę we wrześniu 1939 miejscowość znalazła się pod okupacją sowiecką. 2 listopada została włączona do Białoruskiej SRR. Od czerwca 1941 roku pod okupacją niemiecką. W 1944 miejscowość została ponownie zajęta przez wojska sowieckie i włączona do Białoruskiej SRR.
Od 1991 w składzie niepodległej Białorusi.